# Ammodendron bifolium
Ammodendron bifolium là một loài thực vật có hoa trong họ Đậu. Loài này được (Pall.) Yakovlev miêu tả khoa học đầu tiên.